# Brda (Goriška)
Brda (Duits: Hügel; Italiaans: Collio; Friulisch; Cuei; Venetiaans: Colio) is een in 1995 opgerichte gemeente in West-Slovenië in Primorska. Tijdens de volkstelling in 2002 telde de gemeente 5765 inwoners. In Brda gaat het middelgebergte, uitloper van de Julische Alpen, over in het laagland van Friuli. Belangrijke plaatsen in de gemeente zijn Dobrovo (gemeentezetel), Medana, Gonjače, Kojsko, Golo brdo, Vipolže en Šmartno.
Wijnbouw en het er steeds meer mee verbonden toerisme zijn een belangrijke bron van inkomsten. Aanvullend is er de fruitteelt, met name de kersen waren voor de wijnboeren altijd een eerste welkome bron van inkomsten. In de maand juni vindt hier het traditionele kersenfeest plaats. De wijnbouw is echter het voornaamst. Deze blijft weliswaar in familiehand maar wordt desondanks in de laatste decennia toenemend geprofessionaliseerd. De wijn is van hoge kwaliteit.
In Dobrovo ligt een in renaissancestijl bewaard gebleven kasteel uit de 17e eeuw. Na de bouw hebben geen wijzigingen in de architectuur meer plaatsgevonden, waardoor de authenticiteit van dit bouwwerk onaangetast is. Daarnaast bevindt zich in Vipolže een jachtslot van de graven van Gorica, dat uit de 11e eeuw dateert. Het laatste kasteel staat in Šmartno, dat teruggaat op de Romeinen en later bescherming bood tegen de invallen door de Turken. Het huidige aanzien van Šmartno dateert uit de periode tussen de 16e en 19e eeuw. Het gehele dorp staat onder monumentenzorg.
Brda heeft twee gotische kerken. De een staat in Kojsko (H. Kruis) en bezit een fraai altaar uit 1515. De andere kerk bevindt zich in Golo Brdo en is gewijd aan Maria met een laat-gotisch hoogaltaar.

## Plaatsen in de gemeente
Barbana, Belo, Biljana, Brdice pri Kožbani, Brdice pri Neblem, Breg pri Golem Brdu, Brestje, Brezovk, Ceglo, Dobrovo, Dolnje Cerovo, Drnovk, Fojana, Golo Brdo, Gonjače, Gornje Cerovo, Gradno, Hlevnik, Hruševlje, Hum, Imenje, Kojsko, Kozana, Kozarno, Kožbana, Krasno, Medana, Neblo, Nozno, Plešivo, Podsabotin, Pristavo, Senik, Slapnik, Slavče, Snežatno, Snežeče, Šlovrenc, Šmartno, Vedrijan, Vipolže, Višnjevik, Vrhovlje pri Kojskem, Vrhovlje pri Kožbani, Zali Breg

## In Brda zijn geboren
- Alojz Gradnik, dichter
- Ludvik Zorzut, dichter

Ajdovščina · Bovec · Brda · Cerkno · Idrija · Kanal ob Soči · Kobarid · Miren-Kostanjevica · Nova Gorica · Renče-Vogrsko · Šempeter-Vrtojba · Tolmin · Vipava
1. ↑  "Prebivalstvo po starosti in spolu, občine, Slovenija, polletno". Statistični urad Republike Slovenije. Geraadpleegd op 18 april 2021.